# Nieves Carrasco
Pour les articles homonymes, voir Carrasco.
Carrasco  Montoya est un nom espagnol. Le premier nom de famille, en général paternel, est Carrasco ; le second, en général maternel, souvent omis, est Montoya.
Nieves Carrasco Montoya, né le 24 mai 1979, est un coureur cycliste costaricien.

## Palmarès
- 2001
  - Tour du Guatemala espoirs
  -  Médaillé d'argent du contre-la-montre aux Jeux d'Amérique centrale
- 2003
  -  Champion du Costa Rica du contre-la-montre
  - 2e du championnat du Costa Rica sur route
- 2004
  - 2e du championnat du Costa Rica du contre-la-montre
- 2005
  - 3e du championnat du Costa Rica du contre-la-montre
- 2006
  - 3e du championnat du Costa Rica du contre-la-montre
- 2007
  -  Champion du Costa Rica du contre-la-montre
  - 2e (contre-la-montre par équipes), 3e et 6e étapes du Tour du Nicaragua
  - 10e étape du Tour du Costa Rica
  - 3e du Tour du Nicaragua
- 2008
  - 1re étape du Tour du Costa Rica (contre-la-montre par équipes)
- 2009
  - 3e étape du Tour de White Rock
  - 2e du Tour de White Rock
  - 3e du championnat du Costa Rica du contre-la-montre
- 2012
  - 8e et 10e étapes du Tour du Costa Rica
  - 3e du championnat du Costa Rica du contre-la-montre
- 2013
  - 8e étape du Tour du Costa Rica
  - 2e du championnat du Costa Rica sur route
  - 3e du Tour du Nicaragua
- 2015
  - 1re étape du Tour du Costa Rica

## Classements mondiaux
| Année            | 2006 | 2007 | 2008 | 2009 | 2010 | 2011 | 2012 | 2013 | 2014 | 2015 |
| ---------------- | ---- | ---- | ---- | ---- | ---- | ---- | ---- | ---- | ---- | ---- |
| UCI America Tour | 347e |      | 254e | 418e |      |      | 388e | 45e  |      | 234e |